# Lovers in Japan
«Lovers in Japan» és una cançó de l'àlbum Viva la Vida or Death and All His Friends del grup anglès Coldplay. Fou publicada com a quart senzill d'aquest treball el 4 de novembre de 2008. La versió llançada fou la "Osaka Sun Mix", que també fou inclosa en l'EP Prospekt's March i també en fou el seu primer senzill.
Al Regne Unit no va aconseguir entrar a la llista de senzills però si que ho va fer en les llistes estatunidenca i japonesa, arribant a les posicions 65 i 41 respectivament. Els mitjans especialitzats van valorar positivament la cançó, destacant la melodia, el so del piano i els riffs de la guitarra.
El videoclip del senzill fou publicat el 31 d'octubre de 2008 a la botiga virtual iTunes Store, i estigué disponible de franc durant la primera setmana en alguns països. Sota la direcció de Mat Whitecross i filmat a Londres, el videoclip va utilitzar la versió "Osaka Sun Mix" de la cançó.

## Llista de cançons
- "Lovers in Japan" − 3:57 (Versió àlbum)
  - "Lovers in Japan/Reign of Love" − 6:51 (Inclosa en l'àlbum)
- "Lovers in Japan" (Versió acústica) − 3:44 (Cançó extra per reserva digital)
- "Lovers in Japan" (Osaka Sun Mix) − 3:58 (Versió de Prospekt's March)

CD promocional
- "Lovers in Japan" (Osaka Sun Mix) − 3:57